# Pucang Miliran
Pucang Miliran is een bestuurslaag in het regentschap Klaten van de provincie Midden-Java, Indonesië. Pucang Miliran telt 3326 inwoners (volkstelling 2010).